# Otón de Moncada y de Luna
Otón de Moncada y de Luna, (em catalão:  Ot de Montcada i de Luna) (Seròs, cerca de 1390 – Tortosa, 20 de fevereiro de 1473) foi um pseudocardeal aragonês da Igreja Católica, que foi bispo de Tortosa. 

## Biografia
Era filho de Otón III de Moncada e de Maça de Liçana, barão de Aitona, e de Elfa de Luna e Jérica. Bacharel em Decretos, recebeu a ordenação presbiteral em 1408, foi nomeado cônego da catedral de Tortosa e, posteriormente, arquidiácono maior da mesma catedral.
Foi nomeado como bispo de Tortosa pelo Antipapa Bento XIII, em 18 de dezembro de 1415. Após a eleição do Papa Martinho V, ele fez parte da delegação para pedir a Bento XIII que renunciasse, mas o antipapa recusou e o bispo Moncada o abandonou.
Ele participou do Concílio de Tortosa, durante o qual o cisma terminou. Em 1434, ele foi transferido para a Arquidiocese de Tarragona, mas a transferência não se efetivou. Ele participou do Concílio de Basileia e foi muito ativo nele, presidindo duas sessões gerais do Concílio em 1441. Em particular, ele era um colator beneficiorum, penitenciário apostólico e camerlengo (chefe do Ministério das Finanças). Ele foi um dos bispos que elegeu o Antipapa Félix V.
Foi criado cardeal pelo Antipapa Félix V no Consistório de 12 de outubro de 1440 ocorrido em Genebra, recebendo o título de cardeal-presbítero de Santa Pudenciana. Renunciou a este título em 13 de abril de 1445.
Quanto à atividade pastoral na diocese de Tortosa, apesar das numerosas ausências devido à situação da Igreja causada pelo Cisma, fez três visitas pastorais em 1423-1426, 1428-1429 e 1440-1446, e realizou dois sínodos, o primeiro em Ulldecona em 1432, onde publicou 14 constituições, e o segundo em Tortosa em 1433, onde revisou as constituições anteriores. Fundou duas capelanias, uma delas na capela de Sant Pere, onde foi sepultado.
Morreu em 20 de fevereiro de 1473, em Tortosa.